# Rajka modrokřídlá
Rajka modrokřídlá (Paradisornis rudolphi) je středně velký pták z čeledi rajkovitých. Kvůli pokračujícím ztrátám přirozeného prostředí a i díky lovu pro jeho vysoce ceněné chocholy je rajka modrokřídlá zařazena mezi zranitelné druhy. Vědecký název má připomínat neštěstí korunního prince Rudolfa.

Má dva poddruhy: Paradisornis rudolphi margaritae a Paradisornis rudolphi rudolphi.

## Vzhled
Tento druh je přibližně 30 cm dlouhý, s menší hlavou, světlým zobákem i duhovkou. Samci mají černé tělo s výrazně modrými křídly, ocasní pera jsou hnědožlutá až oranžová. Vnitřní část křídel je červená nebo oranžová.

Samice mají taktéž černé tělo, ale modrá křídla jsou světlejší než u samců a jemná ocasní pera jsou spíše hnědá.

## Námluvy
Samci jsou polygamní a provádějí úchvatné kreace při námluvách, aby si získali přízeň samiček, mohli se s nimi spářit a zachovali tak druh. Při námluvách visí samec z větve hlavou dolů. Jeho peří tvoří černý ovál s červeným okrajem ve středu hrudi, sameček jej načepýří, přidá modré peří, které je podobné vějíři a houpe se na větvi tam a zpět. Ocasní pera tvoří dva působivé oblouky dolů na obou stranách. Samec své vystoupení doprovází ještě tichým zpěvem.

## Rozšíření
Rajka modrokřídlá je endemický druh rozšířený pouze v Nové Guineji, žije pouze v jihovýchodních lesích.